# Ranchers Bees FC
Ranchers Bees Football Club w skrócie Ranchers Bees FC – nigeryski klub piłkarski grający w nigeryjskiej drugiej lidze, mający siedzibę w mieście Kaduna.

## Sukcesy
- Puchar WAFU[1]:
  - zwycięstwo (1): 1989
- Puchar Zdobywców Pucharów[2]:
  - finał (1): 1988

## Występy w afrykańskich pucharach
| Sezon | Rozgrywki                 | Runda       | Kraj    | Klub                       | Dom | Wyjazd | Dwumecz |
| ----- | ------------------------- | ----------- | ------- | -------------------------- | --- | ------ | ------- |
| 1988  | Puchar Zdobywców Pucharów | 1           | Liberia | Mighty Barolle             | 4–1 | 1–1    | 5–2     |
| 1988  | Puchar Zdobywców Pucharów | 2           | Gwinea  | ASFAG                      | 1–0 | 1–1    | 2–1     |
| 1988  | Puchar Zdobywców Pucharów | ćwierćfinał | Angola  | Clube Ferroviário da Huíla | 4–2 | 1–1    | 5–3     |
| 1988  | Puchar Zdobywców Pucharów | półfinał    |         | Inter Club Brazzaville     | 2–0 | 0–1    | 2–1     |
| 1988  | Puchar Zdobywców Pucharów | finał       | Tunezja | CA Bizertin                | 0–0 | 0–1    | 0–1     |

## Stadion
Domowe mecze klub rozgrywa na stadionie o nazwie Ranchers Bees Stadium w Kadunie, który może pomieścić 10 000 widzów.

## Reprezentanci kraju grający w klubie
Stan na styczeń 2023.
| - Yakubu Adamu - Daniel Amokachi - Abubakar Balarabe - Samuel Elijah - Dominic Iorfa - Ayodele Ogunlana | - Eneji Otekpa - Tajudeen Oyekanmi - Dahiru Sadi - Yusuf Mohammed Usman - Fatai Yekini - Naso Layi |